# Épisodes de Crisis
Cet article présente le guide des épisodes de la série télévisée américaine Crisis.

## Généralités
- Le 10 mai 2013, la série a été officiellement commandée par le réseau NBC[1]
- Au Canada, la série a été acquise par Citytv[2] mais sa diffusion a été retardée jusqu'au 1er juin 2014[3].
- En Belgique, la saison a été diffusée du 15 février 2015 au 22 mars 2015, sur RTL-TVI.

## Distribution

### Acteurs principaux
- Dermot Mulroney : Francis Gibson, CIA
- Rachael Taylor : Special Agent Susie Dunn, FBI
- Lance Gross : Special Agent Marcus Finley, United States Secret Service
- James Lafferty : Mr. Nash
- Max Martini : Koz
- Michael Beach : Olsen, directeur du FBI
- Stevie Lynn Jones : Beth Ann Gibson, fille de Francis
- Halston Sage : Amber Fitch, fille de Meg
- Max Schneider : Ian Martinez, ami de Beth Ann
- Joshua Erenberg : Anton Roth
- Gillian Anderson : Meg Fitch, sœur de Susie

### Acteurs récurrents et invités
- David Andrews : Agent Hurst, agent du Secret Service
- David Chisum (en) : Noah Fitch, mari de Meg
- Adam Scott Miller : Kyle Devore, fils du président
- Brandon Ruiter : Luke Putnam, ami de Kyle
- Shavon Kirksey : Sloan Yarrow, kidnappé
- Rammel Chan : Jin Liao, kidnappé
- Dan Waller : Agent Valens, agent du Secret Service
- John Henry Canavan : Morgan Roth, père d'Anton
- Mark Valley : Widener, Directeur du CIA
- Martha Byrne (en) : Marie Wirth
- Fred Dryer : Thomas Jefferson Smith

## Épisodes

### Épisode 1:Sortie de classe
- États-Unis : 16 mars 2014 sur NBC[4]
- Canada : 1er juin 2014 sur Citytv
- Belgique : 15 février 2015 sur RTL-TVI[5]
- France : 9 avril 2015 sur Série Club[6]

- États-Unis : 6,53 millions de téléspectateurs[7] (première diffusion)
- Belgique : 427 500 téléspectateurs[8] (première diffusion)

### Épisode 2:Un mensonge de trop
- États-Unis : 23 mars 2014 sur NBC
- Canada : 8 juin 2014 sur Citytv
- Belgique : 15 février 2015 sur RTL-TVI
- France : 9 avril 2015 sur Série Club

- États-Unis : 5,14 millions de téléspectateurs[9] (première diffusion)
- Belgique : 400 600 téléspectateurs[8] (première diffusion)

### Épisode 3:Œil pour œil
- États-Unis : 30 mars 2014 sur NBC
- Canada : 15 juin 2014 sur Citytv
- Belgique : 15 février 2015 sur RTL-TVI
- France : 9 avril 2015 sur Série Club

- États-Unis : 4,89 millions de téléspectateurs[10] (première diffusion)
- Belgique : 359 000 téléspectateurs[8] (première diffusion)

### Épisode 4:Cas de conscience
- États-Unis : 6 avril 2014 sur NBC
- Canada : 29 juin 2014 sur Citytv
- Belgique : 22 février 2015 sur RTL-TVI
- France : 16 avril 2015 sur Série Club

- États-Unis : 4,47 millions de téléspectateurs[11] (première diffusion)
- Belgique : 380 900 téléspectateurs[12] (première diffusion)

### Épisode 5:Sur le fil du rasoir
- États-Unis : 13 avril 2014 sur NBC
- Canada : 6 juillet 2014 sur Citytv
- Belgique : 22 février 2015 sur RTL-TVI
- France : 16 avril 2015 sur Série Club

- États-Unis : 4,07 millions de téléspectateurs[13] (première diffusion)
- Belgique : 356 100 téléspectateurs[12] (première diffusion)

### Épisode 6:Le Piège
- États-Unis : 20 avril 2014 sur NBC
- Canada : 13 juillet 2014 sur Citytv
- Belgique : 1er mars 2015 sur RTL-TVI
- France : 23 avril 2015 sur Série Club

- États-Unis : 3,73 millions de téléspectateurs[14] (première diffusion)
- Belgique : 359 500 téléspectateurs[15] (première diffusion)

### Épisode 7:La Station orange
- États-Unis : 27 avril 2014 sur NBC
- Belgique : 1er mars 2015 sur RTL-TVI
- France : 23 avril 2015 sur Série Club

- États-Unis : 4,01 millions de téléspectateurs[16] (première diffusion)
- Belgique : 343 800 téléspectateurs[15] (première diffusion)

### Épisode 8:Coup de poker
- États-Unis : 4 mai 2014 sur NBC
- Belgique : 8 mars 2015 sur RTL-TVI
- France : 30 avril 2015 sur Série Club

- États-Unis : 3,61 millions de téléspectateurs[17] (première diffusion)
- Belgique : 322 100 téléspectateurs[18] (première diffusion)

### Épisode 9:Le Sacrifice d'une mère
- États-Unis : 25 mai 2014 sur NBC
- Belgique : 8 mars 2015 sur RTL-TVI
- France : 30 avril 2015 sur Série Club

- États-Unis : 2,94 millions de téléspectateurs[19] (première diffusion)
- Belgique : 318 800 téléspectateurs[18] (première diffusion)

### Épisode 10:Échange de bons procédés
- États-Unis : 1er juin 2014 sur NBC
- Belgique : 15 mars 2015 sur RTL-TVI
- France : 7 mai 2015 sur Série Club

- États-Unis : 3,88 millions de téléspectateurs[20] (première diffusion)

### Épisode 11:À demi-mot
- États-Unis : 15 juin 2014 sur NBC
- Belgique : 15 mars 2015 sur RTL-TVI
- France : 7 mai 2015 sur Série Club

- États-Unis : 3,21 millions de téléspectateurs[21] (première diffusion)

### Épisode 12:Contre-courant
- États-Unis : 21 juin 2014 sur NBC[22]
- Belgique : 22 mars 2015 sur RTL-TVI
- France : 14 mai 2015 sur Série Club

- États-Unis : 2,73 millions de téléspectateurs[23] (première diffusion)
- Belgique : 377 800 téléspectateurs[24] (première diffusion)

### Épisode 13:Mon père, ce héros
- États-Unis : 21 juin 2014 sur NBC[22]
- Belgique : 22 mars 2015 sur RTL-TVI
- France : 14 mai 2015 sur Série Club

- États-Unis : 3,035 millions de téléspectateurs[23] (première diffusion)
- Belgique : 355 700 téléspectateurs[24] (première diffusion)

## Audiences aux États-Unis
| N° d'épisode | Titre original                      | Titre français           | Chaîne | Date de diffusion originale | Audience (en millions de téléspectateurs) | Pdm sur les 18-49 ans |
| ------------ | ----------------------------------- | ------------------------ | ------ | --------------------------- | ----------------------------------------- | --------------------- |
| 1            | Pilot                               | Sortie de classe         | NBC    | 16 mars 2014                | 6.53                                      | 1.6                   |
| 2            | If You Are Watching This I Am Dead  | Un mensonge de trop      | NBC    | 23 mars 2014                | 5.14                                      | 1.3                   |
| 3            | We Were Supposed to Help Each Other | Œil pour œil             | NBC    | 30 mars 2014                | 4.89                                      | 1.1                   |
| 4            | Designated Allies                   | Cas de conscience        | NBC    | 6 avril 2014                | 4.47                                      | 1.0                   |
| 5            | Here He Comes                       | Sur le fil du rasoir     | NBC    | 13 avril 2014               | 4.07                                      | 1.1                   |
| 6            | Homecoming                          | Le piège                 | NBC    | 20 avril 2014               | 3.73                                      | 0.9                   |
| 7            | What Was Done to You                | La station orange        | NBC    | 27 avril 2014               | 4.01                                      | 1.0                   |
| 8            | How Far Would You Go                | Coup de poker            | NBC    | 4 mai 2014                  | 3.61                                      | 1.0                   |
| 9            | You Do Not Know War                 | Le sacrifice d'une mère  | NBC    | 25 mai 2014                 | 2.94                                      | 0.7                   |
| 10           | Found                               | Echange de bons procédés | NBC    | 1er juin 2014               | 3.88                                      | 0.8                   |
| 11           | Best Laid Plans                     | A demi-mot               | NBC    | 15 juin 2014                | 3.21                                      | 0.7                   |
| 12           | This Wasn't Supposed To Happen      | Contre-courant           | NBC    | 21 juin 2014                | 2.73                                      | 0.5                   |
| 13           | World's Best Dad                    | Mon père, ce héros       | NBC    | 21 juin 2014                | 3.035                                     | 0.6                   |